# Syndrome de la femme blanche disparue
Le syndrome de la femme blanche disparue (en anglais : Missing white woman syndrome) est une expression traduite de l'anglais qui illustre un biais médiatique : les affaires, souvent des disparitions, impliquant des femmes blanches jeunes et jolies de classe moyenne supérieure semblent bénéficier d'une couverture médiatique plus importante que celles impliquant des hommes ou des femmes non blanches, de classe sociale pauvre ou populaire, jugées de moindre intérêt. Il peut s'agir en particulier de personnes SDF, de prostitués ou de personnes au physique ordinaire,,.

## États-Unis
Une étude statistique sur les médias en ligne tend à montrer que les disparitions de femmes blanches font l'objet d'une couverture plus importante.

### Un vecteur sociétal

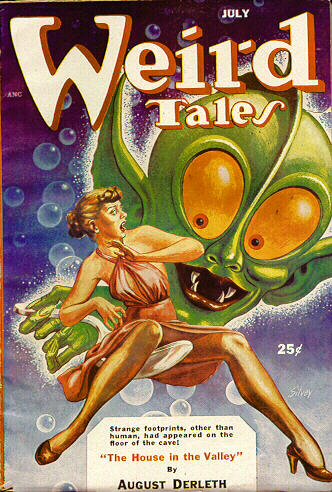
Jaquette du magazine Weird Tales de juillet 1953. Le citoyen américain amateur de pulps est invité à protéger les demoiselles en détresse des griffes des aliens libidineux et communistes.

Cet effet s'observant pour l'essentiel dans les grands médias télévisuels américains, on pourrait considérer qu'il repose sur une conception communautaire de la société civile : les WASP sont les fondateurs des États-Unis et le manque de femmes ressenti pendant la conquête de l'Ouest a été reflété dans les westerns mythiques des années cinquante, tournés à une période de retour au conservatisme sous l'influence du maccarthysme. La seule idée de s'en prendre aux femmes de type WASP est donc une infamie, ce qui implique de développer les moyens pour les protéger de toute menace et légitime implicitement les budgets alloués pour ces moyens sécuritaires.

## Canada
Les femmes les plus touchées par ce syndrome au Canada sont les femmes des Premières Nations. Selon une étude publiée dans The Law and Society Association, lorsqu'une femme de nature amérindienne disparaît au Canada, elle est 27 fois moins couverte par les médias.
Mary Lisa Smith, mère de quatre enfants, est une femme de la Première Nation de Roseau River. Très peu de médias ont couvert cette disparition, ce qui peut avoir influencé les chances de retrouver sa trace. Elle disparaît au Manitoba en 1999 et n'a jamais été retrouvée. Le service de police des Premières Nations du Manitoba relance l'enquête en 2020, c'est-à-dire 21 ans après sa disparition. Seulement trois ans plus tard, Nicole Hoar, une jeune femme blanche de vingt-quatre ans, disparaît en Colombie-Britannique. Cette fois-ci, « sa disparition a été soulignée dans tous les médias » selon un article de Houston Today. Les recherches continuent encore à ce jour, contrairement à celles de Mary Lisa Smith, qui avaient été abandonnées pendant plusieurs années.
Plusieurs cas semblables sont documentés au Canada. Un rapport de 2014 de la GRC a conclu que 1017 femmes autochtones ont été assassinées et que 164 autres ont été considérées disparues entre 1980 et 2012, au Canada. Carolyn Bennet, première ministre chargée des relations autochtones, affirme que ce sont probablement plus de 1 200 femmes autochtones qui ont été assassinées ou qui ont disparu à l'échelon national.
La route des larmes a contribué en grande partie aux dénonciations de femmes autochtones disparues. Cette autoroute de 724 km en Colombie-Britannique illustre l'ampleur des violences faites aux femmes autochtones : les autorités reconnaissent au moins 18 cas de meurtres et de disparitions, dont 10 seraient des femmes d’origine de Premières Nations. La communauté autochtone[Laquelle ?] insiste sur le fait que ce sont plus de 40 personnes disparues qui ont été aperçues pour la dernière fois sur cette route. Une enquête menée par l’organisation internationale Human Rights Watch établit que la Colombie-Britannique est la province ayant « le pourcentage le plus élevé d’affaires de meurtres non résolus de jeunes filles et de femmes autochtones au Canada ».

## Exemples
Les personnes disparues suivantes ont été citées comme exemple du syndrome de la femme blanche disparue :

### États-Unis
- Polly Klaas[10] (1er octobre 1993)
- Assassinat de Chandra Levy[10] (1er mai 2001)[11]. La mort d'une femme asiatique, Joyce Chiang (en), qui était présumée avoir été tuée par le même homme que Chandra Levy dans la même zone a été largement ignorée
- Elizabeth Smart[12] (5 juin 2002)[13]
- Laci Peterson (en)[12] (23 décembre 2002)[14]
- Dru Sjodin (en)[10] (22 novembre 2003)[15]
- Brooke Wilberger (en)[10]
- Jennifer Wilbanks (en)[12] (26 avril 2005)[16]
- Natalee Holloway[12] (30 mai 2005)[17],[16],[14]
- Taylor Behl (en)[18] (5 septembre 2005)
- Michelle Gardner-Quinn (en)[19] (7 octobre 2006)
- Jessie Davis (en) (14 juin 2007)[16]
- Gabby Petito[20] (25 août 2021)[21]

### Italie
- Simona Pari et Simona Torretta (it) (7 septembre 2004). L'enlèvement des Irakiens Ra'ad Ali Abdul-Aziz et Mahnaz Bassam qui s'est produit au même moment et au même endroit a fait l'objet d'une couverture médiatique moindre, de même que leur libération qui a également eu lieu le même jour que la leur.
- Sarah Scazzi (it) (26 août 2010)[22]
- Greta Ramelli et Vanessa Marzullo (it) (31 juillet 2014)[23]
- Silvia Romano[24] (20 novembre 2018)[25]

### Japon
- Lucie Blackman[26] (21 juillet 2000)
- Lindsay Hawker (24 mars 2007)[27]

### Royaume-Uni
- Joanna Yeates[28],[29] (17 décembre 2010)
- Sian O'Callaghan (en)[30] (19 mars 2011)

## Guerre en Irak

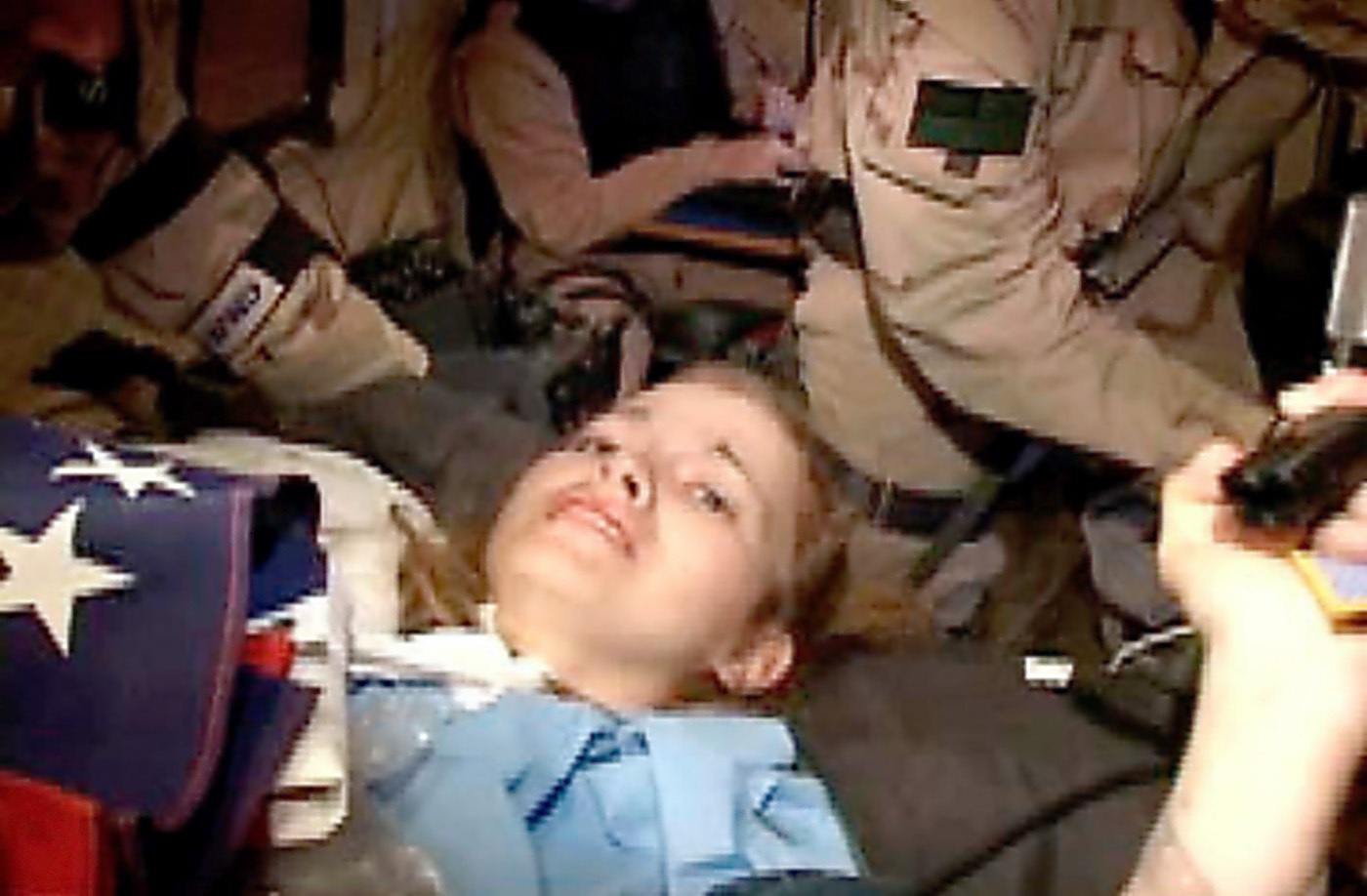
Le sauvetage de Jessica Lynch, mené par les forces spéciales U.S. en pleine couverture médiatique de l'opération liberté irakienne, fut décrié comme un show hollywoodien visant à atteindre l'opinion publique via le téléspectateur en développant la thématique média de la demoiselle en détresse.
Cette photo émane des services de presse de l'USCENTCOM.

Les critiques ont montré le biais médiatique de la couverture de la capture du soldat Jessica Lynch par rapport aux soldats Shoshana Johnson (en) et Lori Piestewa. Les trois ont été attaquées ensemble le 23 mars 2003 lors de l'invasion de l'Irak par les États-Unis. Piestewa meurt durant l'attaque alors que Lynch et Johnson sont blessées et faites prisonnières. Lynch, une femme blonde, blanche et jeune reçoit plus l'attention des médias que Johnson (trentenaire noire et mère célibataire),.